# Oribatellidae
Oribatellidae é uma família de ácaros pertencentes à ordem Sarcoptiformes.

## Géneros
Géneros:
- Berniniella Özdikmen, 2008
- Cavernella Bernini, 1975
- Cuspidozetes Hammer, 1962
- Fberninia Özdikmen, 2008
- Fenestrobates Balogh & Mahunka, 1969
- Ferolocella Grabowski, 1971
- Gendzella Kuliev, 1977
- Joelia Oudemans, 1906
- Kunstella Krivolutsky, 1974
- Lamellobates Hammer, 1958
- Novoribatella Engelbrecht, 1986
- Ophidiotrichus Grandjean, 1953
- Oribatella Banks, 1895
- Palmitalia Pérez-Íñigo & Peña, 1997
- Prionoribatella Aoki, 1975
- Safrobates Mahunka, 1989
- Sagittazetes Balogh, 1983
- Siciliotrichus Bernini, 1973